# The Flintstones: The Surprise at Dinosaur Peak!
The Flintstones: The Surprise at Dinosaur Peak! (с англ. — «Флинтстоуны: Неожиданные события на Пике Динозавров») — игра по мультфильму «Флинтстоуны», выпущенная компанией Taito в 1994 году для приставки Nintendo Entertainment System. Игра является продолжением первой части, и повествует о приключениях Фреда Флинтстоуна и его семьи на островах.

## Сюжет
Барни Раббл встречается с Фредом Флинтстоуном, и видит, что он чем-то обеспокоен. Поговорив с Фредом оказалось, что его «Крошка» Пебблс куда-то исчезла, по случайному совпадению обстоятельств сын барни Раббла «Бамм-бамм» тоже пропал, и они вдвоем отправляются на их поиски. Побегав по окрестностям, они добежали до вулкана, где и обнаружили своих детей. Не успели все опомниться, как раздался сильный шум из жерла вулкана, и лава перекрыла путь к детям. Фред и Барни отправляются на вершину горы к огненному динозавру, с просьбой остановить вулканическую активность.

## Геймплей
Игра представляет собой классический платформер с боковым скроллингом, выдержанный в мультипликационном стиле оригинального сериала. Цель игры — добраться до извергающегося вулкана и остановить поток лавы. Важным отличием от предыдущей части является следующее нововведение: находясь на уровне, игрок может выбирать, кем управлять на определённом этапе — Фредом или Барни.
У каждого персонажа свои уникальные способности. Фред использует дубину в качестве оружие и можно использовать усиленный удар зажав кнопку атаки. Фред наносит больше урона, чем Барни, а также может цепляться за выступы. Барни же использует рогатку в качестве оружия и может атаковать издалека. Барни прыгает выше и может цепляться за тросы и двигаться по ним.
Игра состоит из 10 уровней. После прохождения первого уровня появляется карта острова, по которому передвигаются Фред и Барни, выбирая следующий уровень. Каждый уровень игры разнообразен, на них спрятаны бонусные под-уровни, на которых игрок должен собирать падающий звёздочки..

## Выпуск
Игра является второй официальной видео-игрой франшизы, в отличие от своего предшественника — The Flintstones: The Rescue of Dino & Hoppy — никогда не выходила в Японии. Продукт был выпущен на рынок компанией Blockbuster Video в августе 1994 года.
Игра считается одной из самых раритетных лицензионных продуктов для NES — игру можно взять на прокат или купить на аукционе eBay, где стоимость одного экземпляра доходит до $999.